# フラウィ
フラウィ（Flowey）は、トビー・フォックスによって制作されたコンピュータRPG『UNDERTALE』に登場する架空のキャラクター。シンプルな花の形をしたキャラクターであり、場面に応じて様々な表情を見せる。一見プレイヤーにとって友好的なキャラクターのように見えるが、その内実は嗜虐的で精神病質な性格をしており、全編を通して主要な敵役となる。
ゲームの後半では、かつてニンゲンに殺されたモンスターの幼い王子、アズリエル・ドリーマー（Asriel Dreemurr）であることが明らかになる。コメンテーターは、フラウィの特徴、上手く構成された背景、キャラクターを巻き込んだボス戦を賞賛している。

## 作中での行動
ゲーム開始して間もなく、遺跡にある日向でプレイヤーの目の前に現れる。一人称は「ボク」。フラウィはプレイヤーに操作方法を教え、プレイヤーのレベルを上げるための道具ときて「なかよしカプセル（friendliness pellets）」を渡そうとするが、実際はそれは有害な弾丸である。フラウィはプレイヤーを「このせかいは　ころすか　ころされるかだ」と嘲笑い殺そうとするが、直後にトリエル（Toriel）に追い払われ、プレイヤーがトリエルと戦った後に再びプレイヤーの前に現れて、遺跡でのプレイヤーの行動への評価を下す。
なおプレイヤーに「ぼうりょくレベル（Level Of Violence）」を意味する「LOVE」を増やしてレベルアップをするよう暗に指示している。つまり、実際は他のモンスターに対する暴力を奨励している。
フラウィはアズゴア（Asgore）との戦闘後に再び現れ、プレイヤーがアズゴアを逃がそうとした場合はアズゴアを殺害、集められた人間のタマシイを吸収する。ゲームを再起動するとフラウィが現れ、「タマシイを7つあつめたら、ボクは”かみ”になれる」「ニンゲンにも、モンスターにも、みんなに”このせかいのほんとうのすがた”をおもいしらせてやる」と宣言し、集めたタマシイの力でフォトショップフラウィ（Photoshop Flowey、とも呼ばれる）となり、プレイヤーに戦いを挑む。圧倒的な力でプレイヤーを翻弄し、セーブ・ロードの力も駆使するも、やがてフラウィの中のタマシイの助力によって徐々に追い詰められてゆき、最後は体から全てのタマシイが脱出、反撃されて敗北する。
決戦後、タマシイを失ったフラウィは力を失い、しおれた姿となる。画面に選択肢が表示され、プレイヤーは彼を殺すか逃がすか選べる。殺すことを選択した場合では「ボクのきたいどおりだ!」と言い残して消滅するが、逃がす事を選択した場合では、なぜプレイヤーは自分に優しくするのかと疑問に思いながらも逃げ去る。その場合はエンディング後に再び登場、自分がなぜ逃がされたのか疑問に思いながらも、ゲームの「真の平和主義ルート（True Pacifist run,Pルート）」を促進し、モンスターを逃がしてLOVEを集めることなくゲームを進めるよう暗に示唆する。
フォトショップフラウィはこのゲームでは唯一の3Dの造形をしたキャラクターである。戦闘ルールも大きく異なり、画面全体が戦闘フィールドとなっており、画面に時折表示されるコマンドを操作しながら戦いを進める事となる。またセーブデータが上書きされているため、フラウィに勝利するまで先に進めない。戦闘弾幕は花びらの攻撃、爆撃、ミサイル攻撃など多彩なものである。

### アズリエル・ドリーマー
Pルートにてしんじつのラボ（True Lab）のエリアを進むと、フラウィの起源を知れる。
フラウィはトリエルとアズゴアの息子であり、それぞれの名前の半分を取ってアズリエル（Asriel）と名付けられた。トリエルに似て羊のような耳が特徴。一人っ子だったアズリエルは、最初に地下に「さいしょのニンゲン」と親友になる。二人はモンスターをバリアから解放する計画を考え付き、ニンゲンは有毒の花であるバターカップを食べてわざと自殺、お互いのタマシイを融合させて力をつけバリアを突破し、アズリエルは強力なモンスターへと変わる。体のコントロールもニンゲンとアズリエルの二人に分かれ、ニンゲンは自身の体をニンゲンの村へ持っていき、村の中心に置く。しかし、アズリエルはニンゲンを殺したのだと村人に勘違いされたことで攻撃され、ニンゲンは全力で反撃しようとしたが、アズリエルはニンゲンに反対してその場を立ち去る。村人はアズリエルに致命傷を負わせ、家に帰り着くと同時にアズリエルは倒れて死亡し、アズリエルの塵は金色の花に散らばった。
アズリエルの意識は、科学的実験で彼の塵がかかった花に偶然にもケツイ（Determination）を注入された結果、金色の花として目覚めるが、自らのタマシイはなく感情を失っていた。殺戮ルート（Genocide run,Gルート）では、モンスターがアズリエルとニンゲンの話をする代わりに、フラウィが花として目覚めた後、アズリエルが両親と再会するも、両親への愛を感じなくなっていたことに動揺したと話をする。フラウィとなったアズリエルは、その後自殺するも、自身に時間をリセットする能力があることに気づき、フラウィとして生き続けるためにアズリエルとしての古い自分を捨てた。
Pルートの終盤、フラウィの過去に落ちてきたニンゲンのタマシイと、地下にいる全てのモンスターのタマシイを吸収、全能となったアズリエルとして現れる。主人公（フリスク）を自分が出会った最初のニンゲンだと誤解し、大事な人であったニンゲンと別れることを望んでいなかった。フリスクはアズリエルを「ふっかつ（SAVE）」し、モンスターの記憶を溢れ出させ、手を差し伸べてアズリエルの不安と孤独を受け入れる。そしてアズリエルは共感性を取り戻し、子供の頃の姿へと戻った。アズリエルは今までの自らの悪行を謝罪し、タマシイの力を使ってバリアを破壊、モンスターを地下から解放させる。その際、今後アズリエルは再びフラウィに戻り、愛を感じることができなくなると語る。エンディング前の散策の時間では、アズリエルはフリスクが落ちてきた花畑におり、最初のニンゲンはニンゲンたちを嫌っていたこと、この世でうまく生きる為には「殺さず、殺されず」が重要であると語る。（フラウィが「殺すか、殺されるかだ」といったことに対すつ反対の意味だと考えられる。）
Gルートの終盤では、主人公がアズゴアを攻撃した際、フラウィは主人公に決して裏切らないことを証明するため、アズゴアを殺害する。フラウィは主人公に情けを懇願し、自分は主人公の助けになり、絶対に邪魔はしないと語り、アズリエルの頃の顔と声を真似ることでフラウィ自身がアズリエルであることを明かす。しかし結局、フラウィはプレイヤーの操作なしで容赦なく攻撃を浴びせられ、遺体も残さず死亡する。

### 『DELTARUNE』では
『UNDERTALE』とは別の世界である『DELTARUNE』では、アズリエルがトリエルの実の息子であり主人公のクリス（Kris）の兄として登場しており、大学に通っていると言及される。また、クリスとそのクラスメートであるスージィ（Susie）が闇の世界に入った際、アズリエルと似た外見と性格を持つ闇の王子、ラルセイ（Ralsei）と出会う。チャプター1の終盤では、クリスとスージィが闇の世界を去る前に、ラルセイは自分の本当の姿を明らかにするが、その姿は『UNDERTALE』でのアズリエル(Asriel)の姿に酷似している。加えて、ラルセイ(Ralsei)の名前はアズリエルのアナグラムとなっている。

## 評価
フラウィは一般的に好評を博している。USGamerが選んだ2015年のベストキャラクターにおいて第3位となり、記事には「フラウィはプレイヤーが今までに行ってきたことを全て知っており、第四の壁を破るゲームのキャラクターに精通していたとしても、フラウィが知っていることには少し驚かされるかもしれない。」と述べられている。またUSGamerは、幼いアズリエルを「全ての破壊的な可能性から、アズリエルの戦闘形態とその能力はDeviantArtから笑われるだろう。だがそれはまさに、彼らが神自身の憤怒を持っているとするなら、苦しんでいるプレティーンがデザインするようなものだ。」とも呼んでいる。ゲーム・インフォーマーは、フラウィを第四の壁を壊す瞬間トップ10の一つに挙げ、「狂った話をする花」と呼んでいる。デストラクトイドのザック・ファーニスは、2015年におけるお気に入りのゲームの瞬間の一つに挙げ、ゲームのプレイに不安を感じていたが、「小さい花が数秒で破壊され恐ろしいフォトショップのモンスターになってしまう」と述べ、自分は売られたような気分を感じたという。2018年にGamesRadar+が公開したビデオゲームにおける最高の悪役では14位となり、スタッフは「一見すると悪意から遠く離れた存在に見えるが、実際には悪意あるマニピュレーターであり、最終形態は悪夢のようなものだ」と述べている。
Kotakuのジェイソン・シュライアーは、アズリエルとの戦闘を「RPGの歴史の中で最高の最終ボス戦」と呼び、「『MOTHER』や『クロノ・トリガー』のようなゲームにも匹敵する」と述べている。またジェイソンは「アズリエルはテーマソングの地獄の一つを持ってきた」と述べ、戦闘は「シーケンス全体が壮観で、『UNDERTALE』の最も遅いセットアップさえ正当化している。」と称賛している。TheGamerは、ゲームのメインキャストの中で8番目に優れたキャラクターとしてランク付けし、フラウィとの戦闘を「現代のゲームの歴史の中で最も激しいボス戦」であると述べている。